# 萨莱翁
萨莱翁（法語：Saléon，法語發音：[saleɔ̃]）是法国上阿尔卑斯省的一个市镇，位于该省西南部，属于加普区。

## 地理
萨莱翁（44°19'55"N, 5°46'33"E）面积9.86 平方千米，位于法国普罗旺斯-阿尔卑斯-蓝色海岸大区上阿尔卑斯省，该省份为法国东南部内陆省份，北起萨瓦省，西北接伊泽尔省，西南接德龙省，南至上普罗旺斯阿尔卑斯省，东北部与意大利接壤。
与萨莱翁接壤的市镇（或旧市镇、城区）包括：拉拉涅蒙泰格兰、诺萨日和贝内旺、加尔德科隆布、比埃什-梅乌日河谷村。

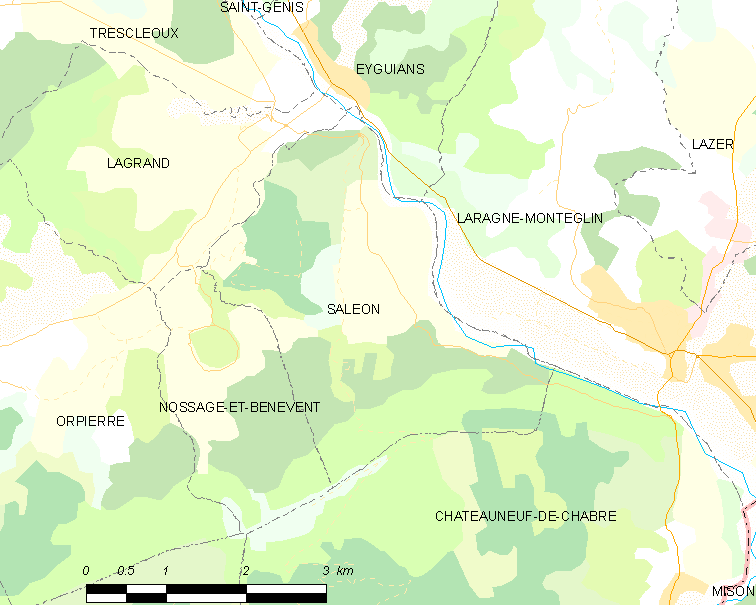
萨莱翁的OSM定位图

萨莱翁的时区为UTC+01:00、UTC+02:00（夏令时）。

## 行政
萨莱翁的邮政编码为05300，INSEE市镇编码为05159。

## 政治
萨莱翁所属的省级选区为塞尔县。

## 人口

1962-2008年间萨莱翁人口变化图示

萨莱翁于2022年1月1日时的人口数量为81人。